# キュリウム
キュリウム (英: curium [ˈkjʊəriəm]) は原子番号96の元素。元素記号は Cm。アクチノイド元素の一つ。超ウラン元素でもある。安定同位体は存在しない。
銀白色の金属で、常温、常圧で安定な結晶構造は面心立方構造 (α、fcc)で、約500℃で体心立方(β、dcc)、更に約1000℃で六方最密充填構造(γ、hcp)が安定となる。比重は理論値で13.51、融点は1340 °C (1350 °C)、沸点は3520 °C。原子価は+3、+4価。

## 名称
元素名は、キュリー夫妻（ピエール・キュリー、マリ・キュリー）に由来する。

## 歴史
1944年、シーボーグ等（米国）により、プルトニウム239に32 × 106 eVのα粒子をぶつけることにより、キュリウム242（半減期163日）が作られた。その後、いくつかの同位体が発見されたが、最も半減期が長いものはキュリウム247の1560万年である。最も大量に入手できるのはキュリウム244（半減期18.1年）。
アメリシウムに中性子を照射することによってキュリウムが人工的に作られる（アメリシウム243 + 中性子 → キュリウム244）。

## 特徴

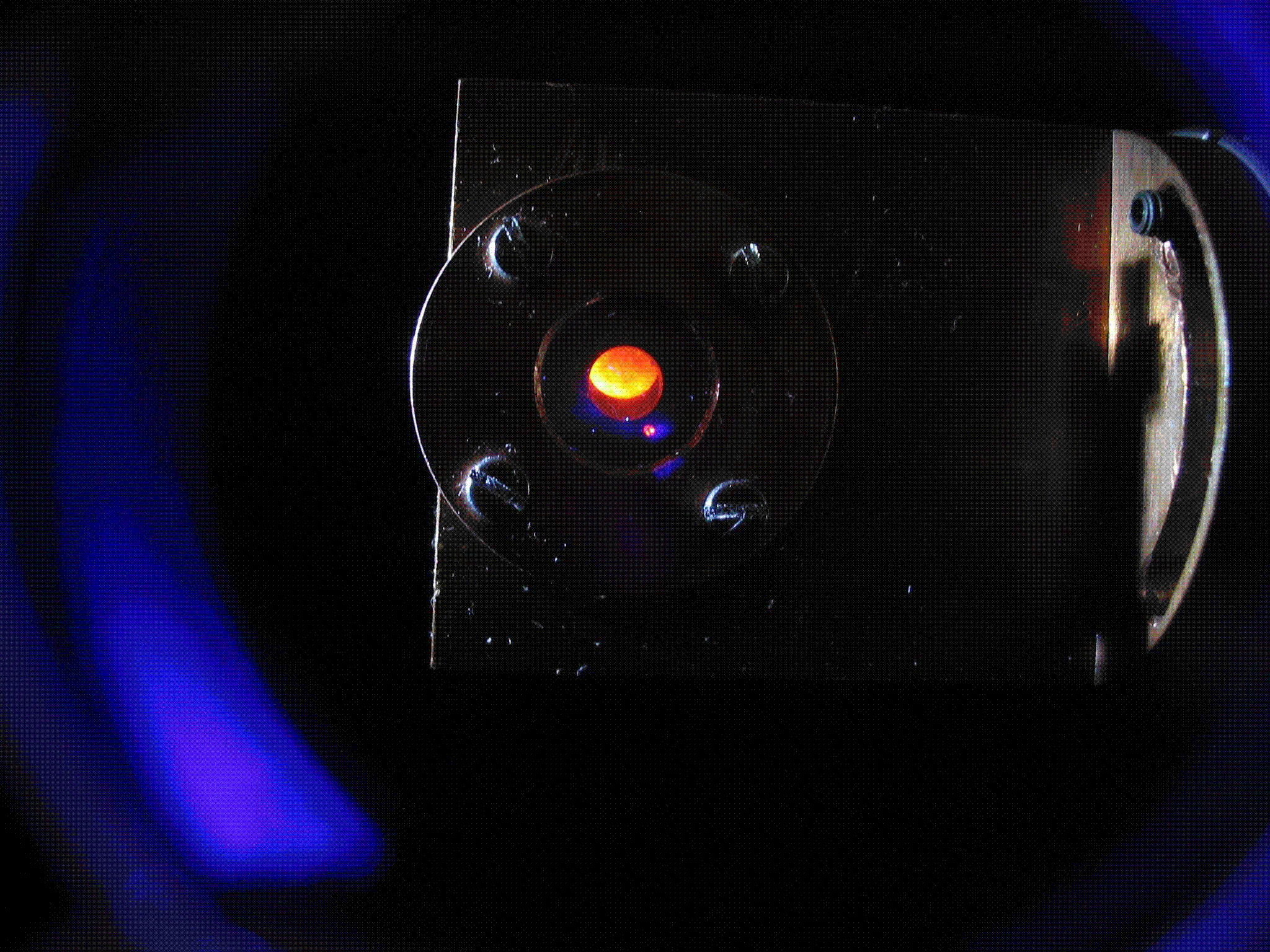
レーザー光 (396.6 nm)で励起したトリス(ヒドロトリス)ピラゾリルボラト-キュリウム(III) tris(hydrotris)pyrazolylborato-Cm(III) 複合体溶液中のキュリウム(III)イオン Cm^{3+} の蛍光。（レーザー誘起蛍光法）

キュリウムは銀白色の金属で安定同位体は存在せず、すべてが放射性である。化学的性質はガドリニウムに似るが、ガドリニウムよりも複雑な結晶構造を持つ。

## 同位体
キュリウムには19の同位体が存在する。しかし安定同位体は存在せず、すべてが放射性である。さらにキュリウムには四つの核異性体が存在する。質量範囲は233から252まで。最も半減期が長いのはキュリウム247で1560万年の半減期を持つ。その他にも、34000年の半減期を持つキュリウム248、9000年の半減期を持つキュリウム250、8500年の半減期を持つキュリウム245などが比較的安定している。
残りの同位体は30年未満の半減期を持っており、その大半は35日未満の半減期を持っている。

## キュリウムの化合物
- フッ化キュリウム(III) (CmF3)
- 酸化キュリウム(III) (Cm2O3)
- 酸化キュリウム(IV) (CmO2)

## 用途
原子力電池や、惑星探査機のαプロトンX線分光計、実験用のアルファ線源としての用途がある。

## 放射性廃棄物として
原子力発電の使用済み核燃料を再処理した際に発生する廃液（高レベル放射性廃棄物）中には、キュリウムのほかアメリシウムなどの半減期の長い核種が含まれる。これら核種はマイナーアクチニドと呼ばれる。キュリウムを含む高レベル放射性廃棄物はガラス固化体に加工され、日本の場合は高レベル放射性廃棄物貯蔵管理センターで保管。ゆくゆくは地層処分される。